# Sarladès
El Perigord Negre (en occità Peiregòrd Negre o Perigòrd Negre), dit també Sarladès, és una comarca d'Occitània situada al Perigord (Guiana). La seva vila principal és Sarlat.